# Pangasianodon hypophthalmus
Pangasianodon hypophthalmus is een straalvinnige vissensoort uit de familie van de reuzenmeervallen (Pangasiidae). De vis komt oorspronkelijk voor in de rivieren de Menam en de Mekong in Zuidoost-Azië. De vis wordt tot 130 centimeter lang, en heeft donkergrijze tot zwarte vinnen. Jonge exemplaren hebben een iriserende regenboogglans, vandaar dat de Amerikanen deze vis regenbooghaai (iridescent shark) noemen. De soort is in andere rivieren uitgezet, veelal voor de visvangst van de lokale bevolking. De wetenschappelijke naam van de soort is voor het eerst geldig gepubliceerd in 1878 door Sauvage.

## Voedsel
Pangasianodon hypophthalmus voedt zich met kreeftachtigen, andere vissen en plantaardig voer.

## Voortplanting
Pangasianodon hypophthalmus trekt in het hoogwaterseizoen stroomopwaarts om te paren. Na het hoogwaterseizoen trekt de vis weer stroomafwaarts. Het precieze moment van trek hangt af van de rivier waar de vis zich bevindt, in de Mekong is dit van mei tot juli en dan komt de vis weer terug van september tot december.

## Als voedsel

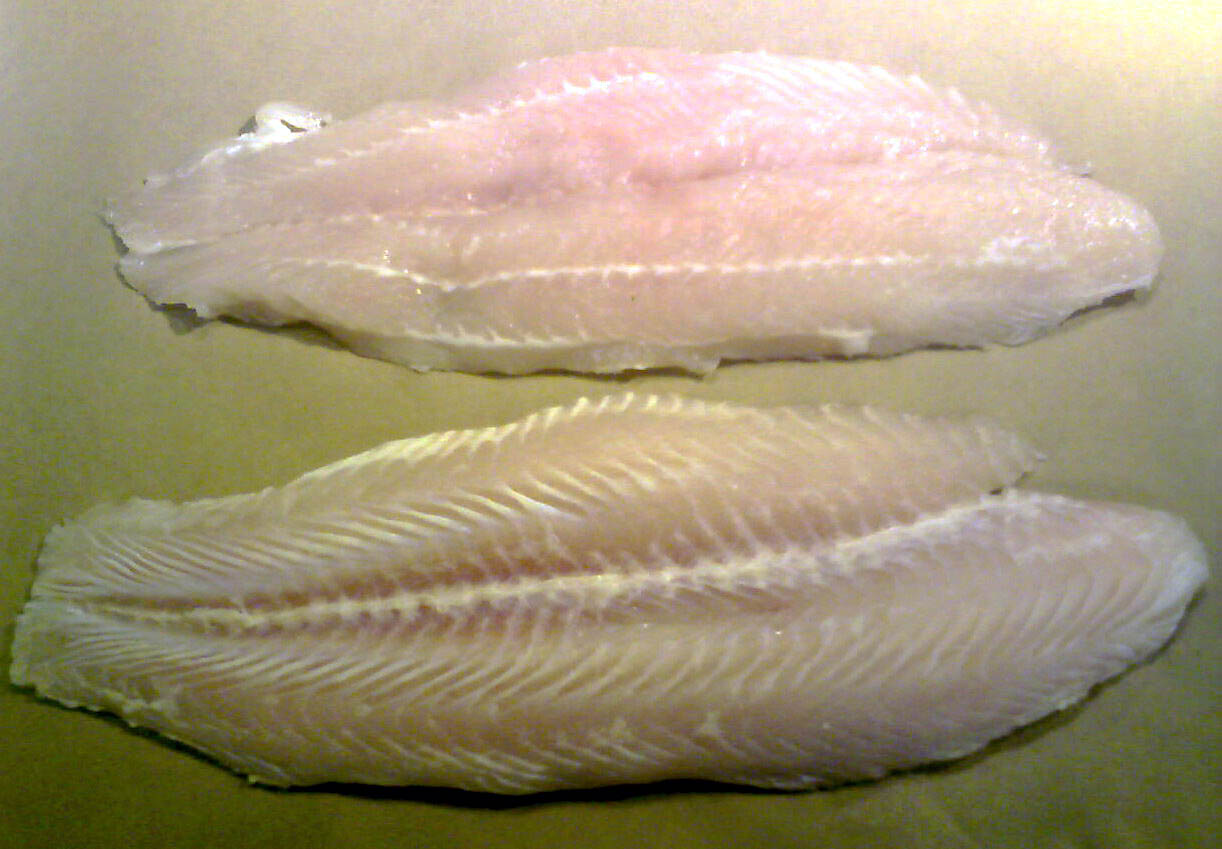

Pangasianodon hypophthalmus welke voor de consumptie wordt gebruikt komt voornamelijk uit Vietnam en Thailand. De vissen worden op grote schaal gekweekt en met rijstmeel en vismeel gevoerd. Omdat de vis snel groeit kunnen dichtheden van 150 exemplaren per kubieke meter worden gekweekt. Na ongeveer acht maanden hebben ze een gewicht van ongeveer een kilo bereikt en zijn ze groot genoeg voor verwerking. De vis wordt hierbij gedood en ter plekke gefileerd. Vervolgens worden de filets diepgevroren geëxporteerd.
De gekweekte vis is goedkoop en heeft verschillende commerciële namen. In continentaal Europa wordt de naam panga, pangas of pangasius gebruikt. In de Verenigde Staten is dit swai en in Asië cream dory en basa. Basa is ook de meest gebruikte naam in het Verenigd Koninkrijk.